# Seefeld in Tirol
Seefeld in Tirol es un municipio del distrito de Innsbruck-Land, en el estado austriaco del Tirol. Se encuentra a unos 17 km al noroeste de Innsbruck. Es uno de los destinos turísticos tiroleses más famosos por el esquí en invierno, pero también por el senderismo en verano.

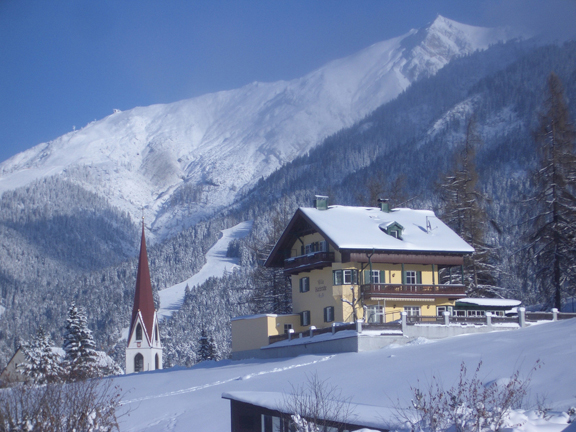
Seefeld en invierno

- Datos: Q660035
- Multimedia: Seefeld in Tirol / Q660035

1. ↑  Worldpostalcodes.org, código postal n.º 6100.